# Therates ottomerkli
Therates ottomerkli (лат.) — вид жуков-скакунов рода Therates из семейства жужелицы (Carabidae). Назван в честь O.Merkl, коллектора типовой серии.

## Распространение
Лаос (Champasak).

## Описание
Длина от 6,4 до 6,6 мм. Тело с металлическим блеском. От близких видов отличается сочетанием окраски коричневатых пронотума и вентера. Голова блестящая чёрная. Мандибулы желтоватые, зубцы по краю буроватые. Верхняя губа одинаковой длины и ширины, желтоватая, с шестью вершинными зубцами и одним боковым зубцом. Губные и максиллярные щупики желтоватые. Наличник голый. Лоб гладкий. Переднеспинка блестящая коричневая, её длина больше ширины, сужена и сзади. Надкрылья блестящие чёрные с коричневато-жёлтыми отметинами. Брюшная сторона коричневая. Ноги желтоватые, лапки несколько затемнены дистально.